# Norfolk Admirals (ECHL)
Norfolk Admirals je profesionální americký klub ledního hokeje, který sídlí v Norfolku ve Virginii. Do ECHL vstoupil v ročníku 2015/16 a hraje v Jižní divizi v rámci Východní konference. Své domácí zápasy odehrává v hale Norfolk Scope s kapacitou 8 701 diváků. Klubové barvy jsou modrá, bílá a žlutá.

## Historie
V lednu 2015 American Hockey League oznámila pro sezónu 2015/16 založení nové Pacifické divize. Všechny tři stávající kalifornské kluby hrající ECHL se proto rozhodly přestěhovat. Tým Bakersfield Condors byl přemístěn do Norfolku a na jeho místě vznikl nový klub stejného názvu hrající AHL. Původní Admirálové odešli do Kalifornie a stal se z nich nově vzniklý klub San Diego Gulls. Současní Admirals jsou po Hampton Roads Admirals druhým klubem v Norfolku, který působí v ECHL. Klub byl první dvě sezóny druhou farmou Edmonton Oilers z NHL. Po změně vlastnictví byl pro sezónu 2017/18 spřízněn s Nashville Predators, po 19 utkáních ale rozvázal spolupráci a dokončil ročník samostatně. Sezónu 2018/19 odehrál jako farma Arizona Coyotes, ale po další změně vlastníka je tým opět bez partnera z NHL, jako jediný v ECHL. Sezónu 2019/20 zkrácenou pandemií koronaviru zakončili Admirals na posledním místě a do sezóny 2020/21 se jako jeden z osmi klubů ECHL rozhodli nenastoupit.
Na pozici hlavního trenéra působí od roku 2019 Rod Taylor.

## Umístění v jednotlivých sezonách
Stručný přehled
Zdroj: 
- 2015–2016: East Coast Hockey League (Východní divize)
- 2016– : East Coast Hockey League (Jižní divize)

Jednotlivé ročníky
Zdroj: 
Legenda: Z – zápasy, V – výhry, PP – porážky v prodloužení, P – porážky, VG – vstřelené góly, OG – obdržené góly, +/- – rozdíl skóre, B – body, fialové podbarvení – reorganizace, změna skupiny či soutěže
| USA / Kanada (2015 – ) |                        |        |              |              |              |              |              |              |              |              |              |              |
| Sezóny                 | Liga                   | Úroveň | Z            | V            | PP           | P            | VG           | OG           | +/-          | B            | Pozice       | Play-off     |
| 2015/16                | ECHL (Východní divize) | 3.     | 72           | 30           | 5            | 37           | 201          | 232          | -31          | 65           | 5.           | –            |
| 2016/17                | ECHL (Jižní divize)    | 3.     | 72           | 26           | 6            | 40           | 214          | 271          | -57          | 58           | 7.           | –            |
| 2017/18                | ECHL (Jižní divize)    | 3.     | 72           | 26           | 7            | 39           | 211          | 269          | -58          | 59           | 6.           | –            |
| 2018/19                | ECHL (Jižní divize)    | 3.     | 72           | 27           | 9            | 36           | 218          | 278          | -60          | 63           | 6.           | –            |
| 2019/20                | ECHL (Jižní divize)    | 3.     | 60           | 14           | 8            | 38           | 149          | 248          | -99          | 36           | 7.           | zrušeno      |
| 2020/21                | ECHL (Jižní divize)    | 3.     | neúčastní se | neúčastní se | neúčastní se | neúčastní se | neúčastní se | neúčastní se | neúčastní se | neúčastní se | neúčastní se | neúčastní se |